# Geophysikalische Prospektion
Die geophysikalische Prospektion ist ein Teilgebiet der angewandten Geophysik und befasst sich mit der Erkundung der oberen Bereiche der Erdkruste und teilweise auch des bodennahen Untergrunds. Dabei kommen gravimetrische, seismische, magnetische und elektrische Verfahren zur Anwendung:
- mit Gravimetrie (hochpräziser Schweremessung) können Unterschiede der Gesteinsdichte im Untergrund festgestellt und so die Grobstruktur der Erdkruste erfasst werden. Im Nahbereich ist sie auch zur Felsmutung geeignet
- mittels Seismik wird die obere Erdkruste (bis etwa 10 km Tiefe) durch künstlich angeregte seismische Wellen erforscht und grafisch bzw. digital abgebildet. Als Landseismik ist sie eine wichtige Methode zur ersten Erkundung möglicher Erdöl- und Erdgas-Lagerstätten. Oberflächennah dient sie zur Erfassung des Grundwasserspiegels oder der sommerlichen Auftautiefe von Permafrost.[1] Die Seeseismik liefert gute Ergebnisse bei der Aufnahme der submarinen Geologie.
- mittels Geomagnetik werden Anomalien im natürlichen Erdmagnetfeld untersucht, die auf die Existenz magnetischer Gesteine oder Tonminerale schließen lassen. Angewandt wird sie in der Geologie, für die Lagerstätten-Prospektion, im Umweltschutz (Altlasten im Boden) und in der Archäologie. 
 Besonders kostengünstig ist die Aeromagnetik, die Interpretation kann aber mehrdeutig sein
- mit Bodenradar (engl. Radio Echo Sounding) wird der nahe Untergrund mittels hochfrequenter elektromagnetischer Wellen abgetastet. Wichtige Anwendungen sind in der Archäologie, im Umweltschutz und zur Aufspüren von Landminen
- mit Geoelektrik werden vor allem Grundwasser führende Bodenschichten durch Messung elektrischer Spannung und Stromstärke erkundet. Bei Vorkommen von Dauerfrostboden lässt sich mit geoelektrischer Sondierung dank unterschiedlichem spezifischem Widerstand von gefrorenem bzw. ungerfrorenem Material (bei Lockermaterial und auch bei Fels) sowohl die Permafrost-Obergrenze als auch die -Untergrenze (Mächtigkeit) abschätzen.[2] Erzvorkommen verraten sich durch ihr Eigenpotential, bei Gleichstrom- und Wechselstrom-Verfahren führen Elektroden dem Boden künstliche Ströme zu.

Teilweise können auch geologische und verwandte Methoden zur Prospektion genützt werden, beispielsweise
- die Analyse von Setzungen, Erdsenkungen und Erdrutschen,
- die Untersuchung von Klüften in Gesteinsformationen
- das Airborne Laserscanning und andere Verfahren der Fernerkundung.